# Securidaca prancei
Securidaca prancei är en jungfrulinsväxtart som beskrevs av John Julius Wurdack. Securidaca prancei ingår i släktet Securidaca och familjen jungfrulinsväxter. Inga underarter finns listade i Catalogue of Life.